# Biographical Directory of the United States Congress
Das Biographical Directory of the United States Congress (Bioguide) ist ein biografisches Nachschlagewerk aller gegenwärtigen und ehemaligen Mitglieder des Kongress der Vereinigten Staaten und seines Vorgängers, des Kontinentalkongresses. Ebenfalls enthalten die Non-voting members of the United States House of Representatives (Delegates) aus Territorien und Washington, D.C. sowie Resident Commissioners von den Philippinen und Puerto Rico.
Die Online-Ausgabe enthält eine Aufstellung der Forschungssammlungen von Institutionen, in denen die Schriftstücke, Briefe, Korrespondenz und andere Gegenstände der Mitglieder archiviert sind, sowie eine erweiterte Bibliografie veröffentlichter Arbeiten über das jeweilige Mitglied (eine kürzere Bibliographie ist der Biographie des jeweiligen Mitglieds beigefügt). Auf diese zusätzlichen Ressourcen kann, sofern verfügbar, über Links auf der linken Seite der Seite über das jeweilige Mitglied auf der Website zugegriffen werden.

## Geschichte
Charles Lanman, Autor, Journalist und ehemaliger Sekretär von Daniel Webster, trug die erste Sammlung von Biografien ehemaliger und amtierender Mitglieder des US-Kongresses für sein Dictionary of Congress zusammen, das 1859 von J. B. Lippincott & Co. veröffentlicht wurde. Lanmans Absicht mit seinem Dictionary of the United States Congress war ein Leitfaden für amtierende Kongressabgeordnete, ähnlich dem modernen Congressional Directory.
1864 genehmigten das Repräsentantenhaus der Vereinigten Staaten und der Senat der Vereinigten Staaten die Veröffentlichung einer aktualisierten Version von Lanmans Dictionary of Congress durch das neue United States Government Publishing Office. In den späten 1860er-Jahren bot der Kongress Benjamin Perley Poore, einem Journalisten und Angestellten des US Senate Committee on Printing and Records, die Aufgabe an, ein Kongressverzeichnis mit Biografien und ähnlichen Referenzinformationen wie im Dictionary of Congress zu erstellen.
In Erwartung des hundertjährigen Bestehens der US-amerikanischen Unabhängigkeit und auf der Suche nach einem Markt, der nicht von Poore’s Congressional Directory bedient wurde, erstellte Lanman die Biographical Annals of the Civil Government of the United States, die 1876 von James Anglim aus Washington, D.C. veröffentlicht wurde. Dort waren Biographien des Dictionary of Congress mit Einträgen für andere Regierungsbeamte seit 1776 und erweiterten Referenztabellen vorhanden. Poore bot 1878 mit seinem Political Register and Congressional Directory, herausgegeben von Houghton Mifflin Harcourt, einen konkurrierends Werk an.
Joseph M. Morrisons Revision von Lanman’s Biographical Annals (New York, 1887) war das letzte Verzeichnis der Kongressbiographie, das privat vorbereitet und veröffentlicht wurde. 1903 genehmigte der Kongress die Veröffentlichung von A Biographical Congressional Directory, 1774 to 1903. Zusammengestellt unter der Leitung von O. M. Enyart, war dies der erste Band, der von Kongressmitarbeitern erstellt wurde. Das Werk stützte sich auf die Lanman- und Poore-Ausgaben sowie biografische Informationen, die im Congressional Dictionary gedruckt wurden, dem Verzeichnis seit dem 40. Kongress der Vereinigten Staaten (1867). Die gründlichste und systematischste Überarbeitung biografischer Einträge, die vor der Bicentennial Edition (1989) versucht wurde, wurde in Vorbereitung auf das Biographical Directory of the American Congress, 1774–1927. durchgeführt. Ansel Wold, Chief Clerk des Joint Committee on Printing, leitete die Zusammenstellung dieses 1928 veröffentlichten Bandes.
Die Arbeit aus den 1920er-Jahren ergab detailliertere und konsistentere Biographien als die Ausgaben aus dem 19. Jahrhundert oder die früheren Bände, die von Kongressmitarbeitern zusammengestellt wurden, aber ihr häufiges Vertrauen auf „Familienlegenden“ und persönliche Erinnerungen führte zu zweifelhaften Informationen. Obwohl der Kongress Aktualisierungen genehmigte, die 1949/50, 1961 und 1971 veröffentlicht wurden, blieben die Einträge aus der Ausgabe von 1928 in den drei nachfolgenden Ausgaben praktisch unverändert. Die Gründung des Senate Historical Office 1975 und des Office for the Bicentennial im Repräsentantenhaus der Vereinigten Staaten 1983 bot professionellen Historikern die erste Gelegenheit, das Biographical Directory zu überarbeiten und zu aktualisieren. Frühere Ausgaben des Biographical Directory und ihrer Vorgänger aus dem 19. Jahrhundert boten abgesehen von den Informationen über die politischen Karrieren nur wenige Informationen über die Politiker. Die 200-jährige Ausgabe (1989) lieferte eine vollständigere Aufzeichnung der Amtsjahre der einzelnen Mitglieder. Eine Ausgabe von 1996 wurde von Congressional Quarterly veröffentlicht, erreichte aber aufgrund ihres viel höheren Preises keine große Verbreitung. Der Kongress gab 2005 eine aktualisierte Druckausgabe heraus.
Die Entwicklung und zunehmende Nutzung des Internets in den 1990er-Jahren führte zur Erstellung von Websites für das US-Repräsentantenhaus und den US-Senat. Ray Strong, Haushistoriker und Assistent des Clerk of the United States House of Representatives, befürwortete die Veröffentlichung der Einträge aus dem Biographical Directory im Internet. Durch die Bemühungen von Joe Carmel, Cindy S. Leach und Gary Hahn von Office of the Clerk und Cheri Allen vom Büro des Secretary of the United States Senate waren die Einträge des Biographical Directory ab der Woche vom 9. November 1998 online unter der Schirmherrschaft des House Legislative Resource Center und des Historian of the Senate verfügbar. Die Internettechnologie bot die Möglichkeit, das Biographical Directory täglich zu aktualisieren. Neben den Biografien enthält die Online-Datenbank umfangreiche Bibliografien und einen Leitfaden zu allen verfügbaren Forschungssammlungen für Senats- und Kammereinträge. Das Projekt war das erste Standard Generalized Markup Language/Extensible-Markup-Language-Projekt für das US-Repräsentantenhaus und den US-Senat und ebnete den Weg für die Ausarbeitung von Gesetzen in Extensible Markup Language in beiden Kammern.
Das öffentlich zugängliche Online-Verzeichnis profitiert von aktualisierten Informationen, die dem House Office of History and Preservation und dem Senate Historical Office von Wissenschaftlern, Bibliothekaren, Genealogen und Familienmitgliedern zur Verfügung gestellt wurden. Einträge werden, sofern verfügbar, mit einem Bild des Mitglieds versehen. Die Einträge Hauses enthalten Bilder für Mitglieder und Sprecher mit offiziellen Ölporträts und Mitgliedern seit dem 109. Kongress der Vereinigten Staaten (2005). Die Akten werden von Mitarbeitern des House Office of History and Preservation und dem Senate Office of the Historian aktualisiert.

## Internet-Details
Im Uniform Resource Locator (URL) wird eine ID als eindeutiger Wert für jedes Kongressmitglied verwendet. Bei Namensänderungen gibt es einige Duplikate: Index# 380 und Index# 1039 beziehen sich auf dieselbe Person. Dieselbe ID wird in XML-Versionen der Gesetzgebung unter http://congress.gov/ und http://xml.house.gov/ verwendet.